# IANTD
IANTD, International Association of Nitrox and Tecnical Divers är en organisation som sedan 1985 utbildar dykare i teknisk dykning.